# Bogis-Bossey
Bogis-Bossey is een gemeente en plaats in het Zwitserse kanton Vaud, en maakt deel uit van het district Nyon.
Bogis-Bossey telt 783 inwoners.